# Bretteville-l'Orgueilleuse
Bretteville-l'Orgueilleuse är en kommun i departementet Calvados i regionen Normandie i norra Frankrike. Kommunen ligger i kantonen Tilly-sur-Seulles som ligger i arrondissementet Caen. År 2018 hade Bretteville-l'Orgueilleuse 3 149 invånare.

## Befolkningsutveckling
Antalet invånare i kommunen Bretteville-l'Orgueilleuse
Referens: INSEE